# Warrant
Warrant (do inglês warrant: 'garantia'), no seu primeiro sentido, designa um  título  emitido por armazéns gerais e que representa mercadorias ali depositadas durante determinado prazo. 
O warrant emitido pelo armazém prova a propriedade da mercadoria, e esta é o penhor do título. Juntamente com o warrant, o armazém geral emite o documento denominado Conhecimento de Depósito, que corresponde ao recibo da mercadoria depositada. Embora emitido juntamente com o warrant, pode ser separado deste, tornando-se negociável, como título de crédito transferível, mediante endosso.
O warrant adquire valor próprio e pode ser uma solução para o proprietário da mercadoria que não consegue ou não deseja vendê-la imediatamente - mas precisa de dinheiro. Isto porque o título pode ser negociado, descontado em bancos ou vendido a empresas de factoring, por exemplo, até a data de vencimento do prazo de depósito da mercadoria. Vencido esse prazo, o warrant deverá ser pago. Se isso não ocorrer, o portador poderá protestá-lo, pedindo à empresa de armazéns-gerais o leilão da mercadoria em depósito. 
No Brasil, a definição do warrant está contida no Decreto nº 1.102, de 21 de novembro de 1903.
Quando lastreado em mercadorias, o warrant é bastante utilizado no mercado de commodities. Mas o preço do título também pode ser baseado no valor de uma ação ou indexado, seja pela taxa de câmbio seja por qualquer outro índice.
No mercado de capitais, também se chama warrant o documento que garante aos acionistas de uma empresa a possibilidade de exercer a opção de compra de um dado número de novas ações da companhia, a um determinado preço, por um prazo determinado.
Em síntese, o warrant é um título que garante ao seu detentor o direito - mas não a obrigação - de comprar ou vender o ativo do qual deriva (ou seja, o ativo que lhe é subjacente), a um preço predeterminado, dentro do prazo compreendido entre a data de aquisição e a data de vencimento. Durante esse período, o título também pode ser negociado em bolsa, tal como as ações.